# Atomizer
Albums de Big Black
Racer-X
(1984) The Hammer Party
(1986)
Atomizer est un album du groupe Big Black de Chicago. Il s'agit de leur premier album dans la mesure où tous leurs enregistrements publiés précédemment étaient des maxis. La version vinyle contient des notes explicatives à propos des histoires évoquées dans les chansons.
Dans celles-ci, Steve Albini fait un étalage horrifiant des fléaux qui secouent la société américaine : alcoolisme (Stinking Drunk), armes à feu (Bazooka Joe), pédophilie, etc. La chanson Jordan, Minnesota fait référence au scandale d'abus sexuels sur mineurs qu'avait connu la ville en 1983. D'autres sont inspirées de son adolescence, dans la petite ville de Missoula, dans le Montana ; par exemple Cables parle de certains jeunes qu'il côtoyait au lycée, et qui se rendaient à l'abattoir de la ville pour se divertir en assistant à la mise à mort des vaches, « C'était comme la télé pour eux ».
Le groupe fait parler de lui en bien et en mal. Si l'album fait scandale auprès de l'Amérique bien pensante, il s'agit sans doute de la production la plus aboutie du groupe jusqu'alors, qui obtient un retentissement important dans la scène indépendante et influencera bon nombre de groupes contemporains.
L'album, à l'origine publié chez Homestead Records, sort plus tard en version CD sur une compilation de Touch and Go Records incluant également le maxi Headache et le single Heartbeat, intitulée The Rich Man's Eight Track Tape, qui omet cependant le morceau Strange Things ainsi que le livret de notes et tout l'artwork du LP original.
Il figure sur la liste Les 1001 albums qu'il faut avoir écoutés dans sa vie.

## Pistes
1. Jordan, Minnesota
2. Passing Complexion
3. Big Money
4. Kerosene
5. Bad Houses
6. Fists of Love
7. Stinking Drunk
8. Bazooka Joe
9. Strange Things
10. Cables (Live)

## Crédits (incomplet)
- Steve Albini : guitare, chant, boîte à rythmes
- Santiago Durango : guitare
- Dave Riley : basse
- Roland : batterie
- Iain Burgess : ingénieur du son